# Rosnay-l'Hôpital

Rosnay-l'Hôpital este o comună în departamentul Aube din nord-estul Franței. În 1 ianuarie 2022 avea o populație de 160 de locuitori.